# Urs Jucker
Urs Jucker (* 1973) ist ein Schweizer Schauspieler.
Urs Jucker wuchs als Sohn einer Krankenschwester und eines Krankenpflegers in Schaffhausen auf. Von 1994 bis 1999 besuchte er die Hochschule der Künste Bern, danach spielte er bis 2003 am Theater am Neumarkt Zürich. Es folgte ein Engagement als Ensemblemitglied des Theater Basel bis 2006. Von 2008 bis 2014 war er festes Ensemblemitglied an der Schaubühne am Lehniner Platz in Berlin und danach dort als Gast engagiert.

## Hörspiele (Auswahl)
- 2012: Das großartige Mimei von Michael Stauffer – Regie: Michael Stauffer

## Filmografie (Auswahl)
- 2006: Vitus
- 2012: Tatort: Schmuggler
- 2013: Die Schweizer (Fernsehserie, 1 Folge)
- 2014: Siebenschön
- 2014: bestefreunde
- 2014: True Love Ways
- 2015: Dora oder die sexuellen Neurosen unserer Eltern
- 2015: Hedi Schneider steckt fest
- 2016: Tatort: Kleine Prinzen
- 2016: Tatort: Der König der Gosse
- 2016: Der Frosch
- 2017: Lotto
- 2017: Tatort – Dein Name sei Harbinger
- 2018: Mein Bruder heißt Robert und ist ein Idiot
- 2018: Abgeschnitten
- 2018: Wuff – Folge dem Hund
- 2019: WaPo Bodensee – Abgetaucht
- 2020: In aller Freundschaft – Die jungen Ärzte – Konfrontationen
- 2020: Moskau Einfach!
- 2021: Tatort: Schoggiläbe
- 2021: Eine riskante Entscheidung
- 2022: Tatort: Marlon (Fernsehreihe)
- 2022: Alle wollen geliebt werden
- 2023: SOKO Wismar – Wanderjahre
- 2024: SOKO Leipzig – Die Unsichtbaren